# Jonathan Blow
Jonathan Blow es un programador y diseñador de software independiente que principalmente trabaja creando videojuegos. Su videojuego Braid ha recibido críticas muy positivas, ganando varios premios, entre ellos "Innovation in Game Design" (Independent Games Festival 2006).
En 2016 lanzó su juego The Witness, de publicación independiente, y pertenece al género de aventura y puzles desarrollado en un entorno abierto con una estética muy cuidada y colorida.
Los puzles están basados en una serie de paneles en los que se debe conectar un punto con otro a través de ciertos caminos (por lo menos en las pantallas iniciales). Enseña de manera progresiva y a través de las mecánicas al jugador cómo funcionan los mismos, en un desarrollo gradual e inteligente.